# Археологический музей Средней Одры (Свидница)

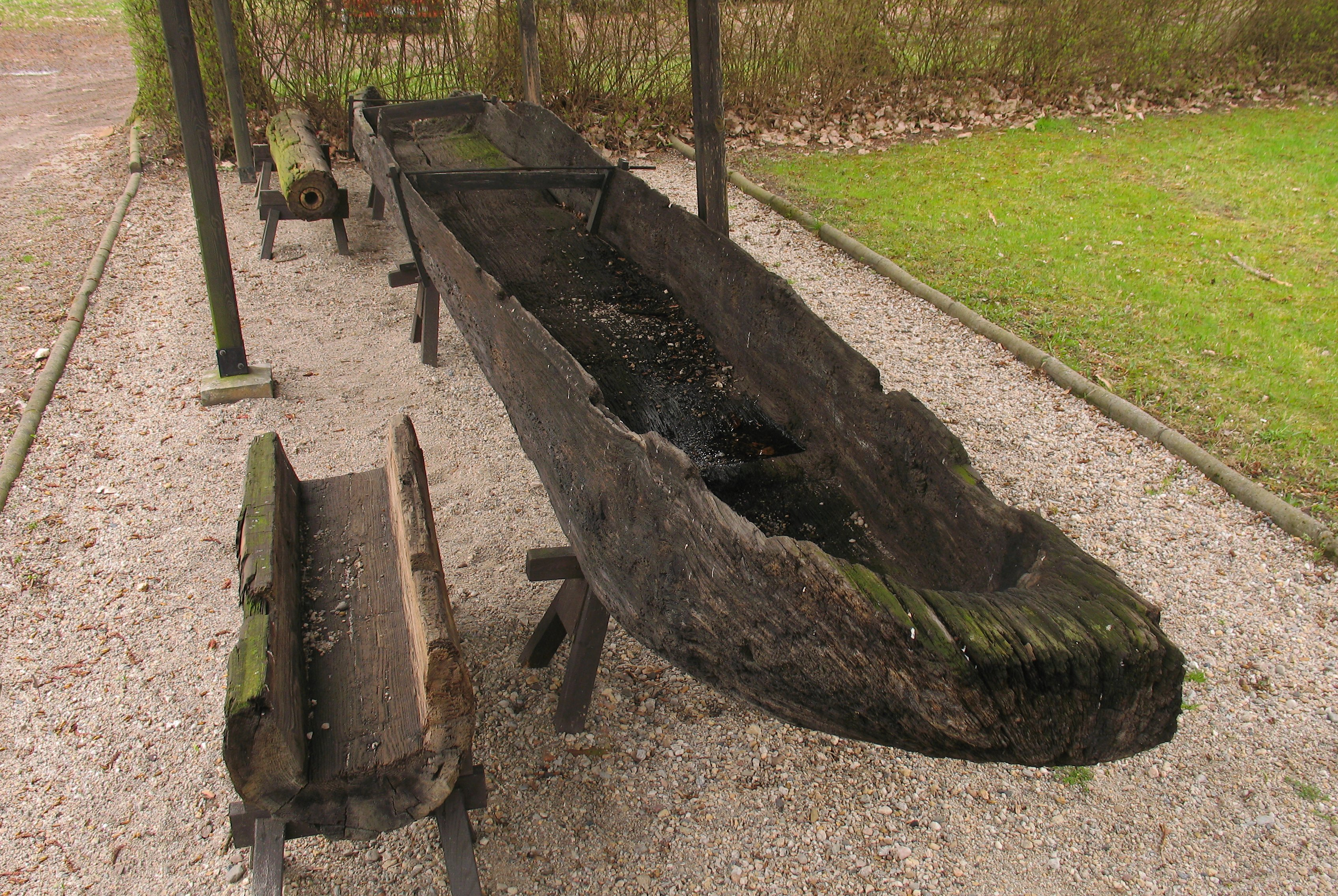
Музейный экспонат

Археологический музей Средней Одры (пол. Muzeum Archeologiczne Środkowego Nadodrza) — музей, находящийся в селе Свидница, Зелёногурский повят, Любушское воеводство, Польша. Музей внесён в Государственный реестр музеев. Находится на улице Длуга, 27.

## История
Первоначально музей был археологическим отделом Музея Любушской земли в Зелёна-Гуре. Этот отдел был основан в 1958 году. В первое время своего существования деятельность археологического отдела Музея любушской земли была сосредоточена на подготовке предстоящего празднования 1000-летия Польши. Сотрудники отдела занимались в это время изучением замков раннего средневековья в Пщеве, Рыбоядах, Несулице, Гродзище, Кросно-Оджанском, Полупине и Гостхоже.
С 1960 года отдел стал заниматься лужицкой культурой. Изучались захоронения лужицкой культуры в населённых пунктах Стары-Кеселин, Тшебуля и Котле.
С 1966 года по 1996 год сотрудники археологического отдела занимались раскопками городища Вицина и его окрестностей. Во время этих экспедиций были обнаружены многочисленные археологические артефакты, которые стали музейными экспонатами Музея Любушской земли. Обнаруженные археологические артефакты составили значительное число, поэтому было принято решение разместит артефакты в отдельном здании в Свиднице. 1 января 1982 года археологический отдел Музея Любушской земли стал самостоятельным музейным учреждением. Первым директором нового музея стал бывший руководитель археологического отдела Музея Любушской земли доктор исторических наук Адам Колодзецкий. После обретения самостоятельности музей сосредоточил свою деятельность на археологических раскопках, среди которых особое значение имели городища поморской культуры в населённых пунктах Доманёвице около Глогова и Марцинове около Жаганя.

## Описание
Музей находится в здании, которое было построено в 1602 году по проекту итальянского архитектора Альберто Антонио из Урбино. Здание было построено в стиле ренессанс и до 1702 года  принадлежало германской аристократической семье фон Киттлиц (von Kittlitz).
В музее представлены музейные материалы, доказывающие непрерывность славянского присутствия на землях среднего течения Одры временного периода с предыстории до нашего времени. Большинство археологических артефактов, представленных в музее, было собрано во время собственных музейных археологических экспедиций. Небольшая часть собрания составляют бывшие экспонаты немецких музеев. В музее хранится нумизматическая коллекция, насчитывающая около 3.000 монет. Кроме керамики и украшений различных периодов в музее находятся предметы военного назначения Древнего Рима и средневековья. Есть также небольшое собрание предметов доколумбовой Америки.
В настоящее время в музее демонстрируются следующие постоянные выставки:
- «Оборона западных земель Польши во времена царствования Пястов».
- «Хозяйственная деятельность в средневековье на Средней Одре».
- «Охотники и земледельцы каменной эпохи на Средней Одре».
- «Вицина — город металлургов 2500 лет назад».